# 朴載雨
朴 載雨（パク・チェウ、朝鮮語: 박재우、1918年9月26日または9月28日 - 2005年5月24日または5月26日）は、大韓民国の政治家、実業家。第7代韓国国会議員。
本貫は順天朴氏、号は酔凡（チュイボム、醉凡/취범）。仏教徒。

## 経歴
日本統治時代の慶尚南道蔚山郡（現・蔚山広域市）出身。東萊高等学校を経て、1955年国民大学（現・国民大学校）経済学部卒。釜山草梁洞で蓬萊酒造・東萊酒造社長、明星織物工業社代表など酒造業、織物業を営み、東萊高校期成会副会長、東萊高等学校体育後援会会長、新民党政策審議会農林分科委員長、三選改憲反対汎国民闘争委員会運営委員、国民党釜山東区組織責任者、民主統一党政治委員・国土統一委員会議長・中央常務委員会議長を歴任した。1980年に新軍部により政治活動を禁止された後、政界引退し釜山で実業を経営した。
2005年5月24日、老衰により死去。享年87。

### 選挙・政党歴
1960年の第5代総選挙では社会大衆党の候補として参議院の慶尚南道選挙区に出馬したが落選し、1961年の5・16軍事クーデター以降は政治活動浄化法により政治活動を禁止された。1967年の第7代総選挙で新民党の候補として全国区から当選したが、新民党内では新韓党系という非主流派に所属し、1968年7月の全党大会前の派閥再編では金在光・張俊河らと共に改革的な党風の造成を主張し新進会を組織した。1969年に新民党と在野勢力が結成した三選改憲反対汎国民闘争委員会運営委員を務めたため、経営企業が高強度な税務査察を受け、三選改憲通過後は国会議長公館への抗議訪問中に器物損壊の疑いで立件された。1970年1月の全党大会前に総裁候補として鄭一亨を支持したが、柳珍山が総裁に選出されると三選改憲反対汎国民闘争委員会の人士らと共に新党運動を推進した。その後は在野勢力の連合政党である国民党の結成を主導し、同党準備委員長に新民党を離党した尹潽善を推戴して柳の新民党を共和党統治体制の協力者だと批判し「鮮明野党」を掲げたものの、群小政党出身者を多く擁するため党内派閥が複雑すぎた。1971年の大統領選挙の国民党の予備選挙で朴己出を大統領候補に選出すると、尹を支持する朴は張俊河らと共に離党し、同年の第8代総選挙で統一社会党の公認で釜山市東区から出馬したが結局候補を辞退した。1973年1月に民主統一党の結党に参加し、同年の第9代総選挙では同党の候補として釜山東萊区選挙区で立候補したが、新民党の李基沢と民主共和党の楊燦宇に敗れて落選した。